# Tricyphona (Pentacyphona) ampla euryptera
Tricyphona (Pentacyphona) ampla euryptera is een ondersoort van de tweevleugelige Tricyphona (Pentacyphona) ampla uit de familie Pediciidae. De ondersoort komt voor in het Nearctisch gebied.